# 松居直
松居 直（まつい ただし、1926年10月5日 - 2022年11月2日）は、日本の編集者、出版事業家、児童文学者。

## 来歴・人物
京都府京都市生まれ。近江商人の家系に生まれる。6人姉兄弟で長姉は1914年生まれ。幼時より上村松園や竹内栖鳳などの作品に接して育つ。
須田国太郎は叔父で、若いころ彼のアトリエに入り浸っていたこともある。また国太郎の息子で東海旅客鉄道元社長の須田寬とは親戚にあたる。
同志社大学法学部政治学科を卒業する直前、24歳のとき、自宅に下宿していた佐藤身紀子と恋仲になったことがきっかけで、身紀子の父佐藤喜一の経営する福音館書店の編集者となった。のち身紀子は妻となる。
このとき実験的に作った「福音館小辞典文庫」シリーズが成功を収めたため、翌1952年2月、佐藤と共に正式に福音館書店を発足させた。佐藤は社長、松居は編集長となり、月刊『母の友』（1953年創刊）、『こどものとも』（1956年創刊）などを手掛ける。
以後、自らの美術的素養の深さを生かして、当時無名だった赤羽末吉・いわさきちひろ・田島征三・安野光雅・堀内誠一・長新太などの才能を発掘した。子供の絵と大人の絵が截然と区別されていた時代だったにも拘らず、児童書に秋野不矩・朝倉摂・佐藤忠良・丸木俊・堀文子といった当代一流の画家たちを起用したのも松居の見識による。
作家に対しても、デビュー後さっぱり売れていなかった寺村輝夫の原稿を二度も没にし「あなたが面白いと思うものを書いていいんですよ」と開眼させ、「ぞうのたまごのたまごやき」つまり後の大人気作『ぼくは王さま』を生み出す手助けをした。ディック・ブルーナの「ナインチェ・プラウス（ミッフィー）」を「うさこちゃん」として日本に初めて紹介した人物でもあり、海外の絵本や児童文学の翻訳出版にも努めた。
『ぐりとぐら』や『だるまちゃんとてんぐちゃん』など多くのロングセラーを世に送り出した。
1968年、福音館書店社長に就任。社長就任後まもなく、東洋英和女学院短期大学保育科の非常勤講師となり、以後1993年まで多くの大学で児童文学や絵本論を講義。
1985年、会長に就任。1997年に退任後は相談役。児童文学研究者としての著作も多い。NPOブックスタート理事長、財団法人大阪国際児童文学館理事長。
1957年に『こどものとも』創刊号から11号に対して第4回産経児童出版文化賞、1965年に絵本『ももたろう』で産経児童出版文化賞、1993年にモービル児童文化賞を受賞。1996年に日本児童文芸家協会から「児童文化功労者」として表彰。1997年にキリスト教視聴覚教育センター（AVACO）のキリスト教視聴覚教育省を受賞。2014年にキリスト教功労者を受賞。
「子どもの本・九条の会」代表団員を務めている。
2022年11月2日19時、東京都内の病院にて老衰のため死去。96歳没。

## 家族・親族
- 妻：松居身紀子 - 染色画家。1931年、石川県金沢市生まれ。青山学院大学卒業。旧姓佐藤。
- 長男：松居友 - 1953年、東京都生まれ。上智大学文学部ドイツ文学科卒業、同大学院文学研究科ドイツ文学専攻修士課程修了。児童文学者、フィリピン・ミンダナオ図書館館長、福武書店児童書部初代編集長。
- 長男の元妻：松居スーザン - 1959年、アメリカ・カリフォルニア州生まれ。ウィリアムズ大学卒業。在学中、ザルツブルク・モーツァルテウム大学に留学。1982年に来日し、子どもの本の創作や作曲活動を始める。『森のおはなし』『はらっぱのおはなし』（共にあかね書房）で「路傍の石幼少年文学賞」、『ノネズミと風の歌』（あすなろ書房）で「ひろすけ童話賞」を受賞した。
- 二男：松居和 - 1954年、東京都生まれ。慶應義塾大学文学部哲学科からカリフォルニア大学ロサンゼルス校（UCLA）民族芸術科に編入して卒業。尺八奏者としてジョージ・ルーカス制作の「ウィロー」、スティーヴン・スピルバーグ監督の「太陽の帝国」をはじめとする多数のアメリカ映画に参加。1990年から1998年まで東洋英和女学院大学短期大学部保育科講師を務めた。著書に『なぜわたしたちは0歳児を授かるのか』（国書刊行会、2009年）がある。
- 二男の元妻：松居慶子 - 1961年、東京都生まれ。日本女子大学家政学部児童学科卒業。ジャズミュージシャン・ピアニスト。5歳からピアノを始め、1987年に『A Drop of Water』で全米デビューを果たす。以降、コンスタントに作品を発表。2000年より2年連続で全米スムース・ジャズ賞最優秀女性アーティスト賞を受賞。長きにわたりビルボードのコンテンポラリー・ジャズ部門にチャートインした作品も少なくなく、2001年の『ディープブルー』は同チャートで1位を獲得。
- 長女：小風さち -  1955年、東京都生まれ。白百合女子大学文学部仏文学科卒業。1977年から1987年までイギリスのロンドン郊外に暮らしていた。 著書に「ゆびぬき小路の秘密」、絵本に「トーマスのもくば」、「とべ！ちいさいプロペラき」、「ちいさいときはなんだった？」（以上福音館書店）などがある。
- 叔母（母の弟の妻）：イルゼ・ブラッシ（松居イルゼ） - 手芸家。1910年、京都府生まれ。父は旧制三高で教授をしていたドイツ人。同志社女学校卒業。おんどり手芸アカデミー、山脇服飾美術学院、主婦之友手芸教室などで講師を務め、雄鶏社から刺繍や編み物の本を出した。

## 挿話
- 建築家・篠原一男の代表作の一つ「白の家」の建築主である。テレビ朝日系列「渡辺篤史の建もの探訪」において取り上げられた（2009年）。

## 著作

### 絵本
- 『きよしこのよる』、福音館書店、1964年
- 『ももたろう』赤羽末吉 絵、福音館書店、1965年、同年産経児童出版文化賞受賞
- 『ぴかくんめをまわす』 長新太 え、福音館書店（〈こどものとも〉傑作集）、1966年12月
- 『だいくとおにろく』赤羽末吉 画、福音館書店（〈こどものとも〉傑作集）、1967年2月
- 『こぶじいさま』赤羽末吉 画、福音館書店（こどものとも傑作集）、1980年7月
- 『おにの子こづな』、岩崎書店、1993年
- 『ヤンメイズとりゅう』、福音館書店（世界傑作絵本シリーズ）、1994年
- 『おひさまをほしがったハヌマン―インドの大昔の物語 『ラーマーヤナ』より』、福音館書店（こどものとも世界昔ばなしの旅）、1997年11月

### 著書
- 『絵本とは何か』日本エディタースクール出版部（エディター叢書）、1973年／ちくま文庫、2023年12月
- 『絵本をみる眼』日本エディタースクール出版部（エディター叢書）、1978年
- 『わたしの絵本論 0歳からの絵本』国土社、1981年1月
- 『絵本を読む』日本エディタースクール出版部、1983年8月
- 『絵本の時代に』大和書房、1984年8月
- 『絵本・物語るよろこび』福武文庫、1990年9月
- 『絵本の現在子どもの未来』日本エディタースクール出版部、1992年12月
- 『絵本の森へ』日本エディタースクール出版部、1995年5月
- 『絵本・ことばのよろこび』日本基督教団出版局、1995年6月
- 『子どもの本・ことばといのち』日本基督教団出版局、2000年7月
- 『桃源郷ものがたり』福音館書店、2002年2月
- 『絵本のよろこび』日本放送出版協会（NHK人間講座）、2002年
- 『絵本編集者の眼 エッツ『もりのなか』を読む』（かわさき市民アカデミー講座ブックレット）2003年4月
- 『絵本のよろこび』日本放送出版協会、2003年11月
- 『絵本が育てる子どもの心』日本キリスト教団出版局、2004年11月
- 『声の文化と子どもの本』日本キリスト教団出版局、2007年10月
- 『松居直のすすめる50の絵本 大人のための絵本入門』教文館、2008年11月
- 『シリーズ・松居直の世界』全5巻 ミネルヴァ書房
  - 1. 松居直自伝 2011年10月
  - 2. 松居直と『こどものとも』 創刊号から149号まで
  - 3. 翻訳絵本と海外児童文学との出会い
  - 4. 松居直の絵本論
  - 別巻 藤本朝己の松居直論
- 『私のことば体験』 福音館書店 挿画：安野光雅 、2022年9月[9][注 1]

### 共著編
- 『絵本の力』河合隼雄・柳田邦男 共著、岩波書店、2001年6月
- 『ママの手催眠術みたい 子どものつぶやき育ての心』編 女子パウロ会、2004年6月
- 『編集とは何か』寺田博・粕谷一希・鷲尾賢也 共著、藤原書店、2004年11月

### 翻訳
- クリフォード・ウェッブ『ノアのはこぶね』、福音館書店、1973年
- A・ラマチャンドラン『おひさまをほしがったハヌマン インドの大昔の物語「ラーマーヤナ」より』福音館書店（こどものとも）1979年
- 『山になった巨人 白頭山ものがたり』リュウ・チェスウ イ・サンクム 共訳、福音館書店 1990年1月
- 『ヤンメイズとりゅう 中国の昔話』関野喜久子との共著、福音館書店、1994年6月

## その他

### ドキュメンタリー
- こころの時代「言葉の力 生きる力」（2001年9月2日、NHK Eテレ）[11]